# Gecarcinídeos
O Gecarcinídeos, os caranguejos terrestres, são uma família de caranguejos que são adaptados para a existência terrestre. Semelhante a todos os outros caranguejos, caranguejos terrestres possuem uma série de lamelas. Além disso, a parte da carapaça, abrangendo as brânquias é inflado e equipados com vasos sanguíneos. Estes órgãos extrair o oxigênio do ar, análogo ao de pulmões nos vertebrados. Adultos caranguejos terrestres são terrestres, mas visitar o mar periodicamente, onde eles se reproduzem e suas larvas se desenvolvem. Caranguejos terrestres tropicais onívoros que, por vezes, causar danos consideráveis para as culturas. A maioria dos caranguejos terrestres têm uma de suas garras maior do que o outro.
A família contém estes gêneros:
- Cardisoma
- Discoplax
- Epigrapsus
- Gecarcinus
- Gecarcoidea
- Johngarthia